# Stomatorhinus patrizii
Stomatorhinus patrizii är en fiskart som beskrevs av Decio Vinciguerra 1928. Stomatorhinus patrizii ingår i släktet Stomatorhinus och familjen Mormyridae. IUCN kategoriserar arten globalt som livskraftig. Inga underarter finns listade i Catalogue of Life.